# 谢拉·卡斯特罗
謝拉·卡斯特羅·德·保拉·巴拉斯奧里（英語：Sheilla Castro de Paula Blassioli，婚前名：Sheilla Tavares de Castro ，1983年7月1日—），是一名巴西女子排球運動員，司職接應和主攻手。她是巴西國家女子排球隊一員，是隊中的主力。謝拉代表巴西分別在2008年北京奥林匹克运动会和2012年倫敦奥林匹克运动会兩次奪得金牌。她是一名兼颜值与球技于一身的女排运动员，前世界女排第一接应，名副其实的世界级球星。她是一位典型的技术型接应，依靠出色的弹跳和高超的手法以及抓关键分的能力，再加上弗法奥、玛丽安妮、帕乌拉、法比亚那等巨星级队友使得巴西女排的进攻端始终保持活力。
2016年里约奥运会，巴西队在主场意外被不被看好的中国队击败后，谢拉宣布退出国家队。